# Károly Marton
Károly Marton – węgierski zapaśnik walczący w stylu klasycznym.
Złoty medalista mistrzostw Europy w 1911 roku.